# Aérodrome de Serres - La Bâtie-Montsaléon
 (avril 2025).
L’aérodrome de Serres - La Bâtie-Montsaléon (code OACI : LFTM) est un aérodrome agréé à usage restreint, situé sur la commune de La Bâtie-Montsaléon à 2 km au nord-nord-est de Serres dans les Hautes-Alpes (région Provence-Alpes-Côte d'Azur, France).
Il est utilisé pour la pratique d’activités de loisirs et de tourisme (aviation légère).

## Installations
L’aérodrome dispose d’une piste en herbe orientée sud-nord (18/36), longue de 650 m et large de 90.
L’aérodrome n’est pas contrôlé. Les communications s’effectuent en auto-information sur la fréquence de 123,500 MHz.

## Activités
- FlySerres (vols en planeur et Ulm)
- Quo Vadis (camping)